# Maison de la nature et de l'environnement de l'Isère
 (octobre 2014).
Pour les articles homonymes, voir MNEI.
La Maison de la nature et de l'environnement de l'Isère (MNEI), est une ancienne association loi de 1901, créée le 20 mai 1985 et liquidé judiciairement en mars 2023.
A ne pas confondre avec le lieu du même nom, situé à Grenoble, qui est un lieu de domiciliation pour plusieurs associations.
À des échelons divers (locaux, départementaux ou nationaux), une trentaine d'associations adhèrent à la MNEI, avec pour point commun des questions liées à l'environnement.

## Historique
La MNEI est née de la volonté commune d'une dizaine d'associations travaillant dans l'environnement et l'éducation, de se regrouper pour créer une maison de la nature au début des années 80.
- 1978 : La FRAPNA lance le projet de création de la MNEI et constitue un groupe d'associations afin d'essayer de créer une structure similaire à celle de la Maison de la Nature et de l’Environnement qui existait à Lille. Le but était de créer un interlocuteur unique auprès des collectivités et de mutualiser les ressources tels que les locaux ou le matériel.
- 1982 : Le projet de création se développe. D'autres associations rejoignent le mouvement. Les associations considérées comme fondatrices sont l'ACA, l'ADTC, l'AGEDEN, la LPO (anciennement la CORA), le GDA, le GUM, Jeunes et Nature, les amis de la nature, les amis de la terre, Nature et progrès, Sympetrum, Vercors Nature et bien sur la FRAPNA.
- 1983 : La municipalité retient le projet de MNEI et le valide.
- 1984 : Le maire de Grenoble affecte des locaux à la MNEI soit 900 m2 de bureaux, salles de réunions, etc. Un collectif d'associations ainsi que les services techniques de la mairie prennent en charge la réalisation du projet.
- 1985 : Création de la MNEI, le 20 mai, dont le siège social se situait Rue Hector Berlioz. C'est cette année que sont adoptés les tout premiers statuts de la MNEI, afin de lui donner un statut d'association ainsi que la personnalité morale et juridique.
- 1987 : Le Conseil général de l'Isère et le Conseil régional de Rhône-Alpes entérinent les statuts de la MNEI et acceptent de subventionner cette structure. 4,4 millions de francs d'investissement sont alloués par les collectivités dans les proportions suivantes : 55 % de la ville de Grenoble, 25 % du Conseil général de l'Isère, 5 % de la Région Rhône-Alpes, 10 % du Ministère de l'Environnement et 5 % de divers autres partenaires.
- 1988 : Inauguration de la MNEI le 25 juin au 5 Place Bir Hakeim. La ville de Grenoble mit à disposition des associations des locaux d'une surface totale de 1.215 m2
- 1999 : Création d'une extension du bâtiment principal en vue de satisfaire la demande de la MNEI et de ses associations membres d'une surface de 264 m2.

## Financement
Le financement provient des subventions accordées par les collectivités territoriales, l'État, l'Union européenne et autres établissements publics. Elles sont attribuées en partie sur du fonctionnement et, de plus en plus, sur des projets. Elles représentent environ 75 % des ressources de la MNEI.
Le reste du financement est apporté par les cotisations versées par les associations membres de la MNEI et par les recettes propres notamment celles des prestations produites par la MNEI pour ses associations membres.

## Associations membres
- Association pour le développement des transports en commun (ADTC)
- AGEDEN, espace info-énergie de l'Isère
- Agence locale de l’énergie
- Alliance PEC Isère
- Alpes Himalaya
- AMCA, Jardin des cairns
- AVENIR, Conservatoire des espaces naturels de l'Isère
- Bee Happy
- Bien naître et grandir
- CDMP
- Commission internationale pour la protection des Alpes France
- Cité lib
- Cosa animalia
- FRAPNA Isère
- Gentiana
- Grimpeurs des Alpes
- Groupe d'astronomie du Dauphiné
- Grenoble université montagne (GAM)
- Jeunes et Nature
- La Clé des champs
- La Passion du bois
- Les Amis de la Terre Isère
- Les Relais de la Chartreuse
- Ligue pour la protection des oiseaux Isère
- Mountain Wilderness France
- Nature & progrès Isère
- Nature humaine
- Naturevolution
- Paroles en Dauphiné
- Paysages de France
- Rosalia
- Système d'échange local (SEL) de Grenoble
- Survie Isère
- UT Les Amis de la Nature Isère
- L'Heureux Cyclage